# Національний історичний музей Білорусі
Національний історичний музей Республіки Білорусь ((біл. Нацыянальны гістарычны музей Рэспублікі Беларусь), до 15 вересня 2009 — Національний музей історії та культури Білорусі) — один з найпопулярнішних музеїв країни. В його фондах зберігається найбільша музейна колекція в Білорусі — близько 400 тис. одиниць. Хронологічні рамки музейних фондів охоплюють період від 40 тис.р. до н. е. до нашого часу. До структури Національного історичного музею також входять 5 філіалів: Музей історії білоруського кіно, Музей сучасної білоруської державності, Будинок-музей І з'їзду РСДРП, Музей історії театральної та музичної культури Білорусі та Музей природи та екології Білорусі.
Протягом своєї історії Національний історичний музей неодноразово змінював свою назву. Свій початок він бере з Мінського обласного музею, заснованого у 1919 році. У 1923-30 рр. музей називався Білоруським державним і був центральною музейною установою БРСР, у 1930-х рр. — Мінським соціально-історичним, у 1941-45 рр. — Мінським історичним. У 1957 році установу було відновлено під назвою Білоруський державний історико-краєзнавчий музей, а 1964 року він отримав назву Державного музею БРСР. Після проголошення незалежності Республіки Білорусь у 1992 році музей було вкотре перейменовано — на Національний музей історії та культури Білорусі. Свою сучасну назву він отримав у 2009 році.

## Історія

### Музей Мінського церковно-археологічного комітету (1908—1912)
У 1908 році в Мінську зусиллями міської інтелігенції за фінансової підтримки православної церкви було відкрито музей Мінського церковно-археологічного комітету, на кшталт аналогічних музеїв у Могильові та Вітебську. З 1909 року було випущено 4 збірки праць церковно-археологічного комітету, присвячених різним історичним подіям, які відбувалися на території Мінської губернії.
Під експозицію було виділено дві кімнати архієрейського будинку. Музей приймав відвідувачів щопонеділка. Члени комітету чергували в музеї, давали коментарі до експозицій під час огляду, а також читали відвідувачам лекції з історії.
Під час Першої Світової війни музей було евакуйовано до Рязані.

### Мінський міський музей (1912—1919)
У 1912 році за активного сприяння Мінського товариства любителів природознавства, етнографії та археології й фінансової підтримки Мінської міської ради, яка виділила 2 тис. рублів та окреме приміщення, було створено Мінський міський музей. Він складався з п'яти відділів:
- археологічного:
- природозавчонаукового;
- історичного;
- художньо-промислового;
- етнографічного.

Фонди музею активно поповнювалися за рахунок добровільних пожертвувань містян та членів товариства любителів природознавства, етнографії та археології. У 1913 році відкрилася перша виставка. У музеї з'явилися колекції мінералів та каміння, також експонувалися опудала тварин (переважно тих, які населяли територію Мінської губернії), археологічні знахідки (в тому числі нумізматична колекція) та зразки народної творчості. У 1916 році на базі музею відкрилася виставка живопису та декоративно-прикладного мистецтва.

### Мінський обласний музей— перший державний музей Білорусі (1919—1923)
Національний історичний музей веде свою історію від Мінського обласного музею, поява якого стала можливою після проголошення білоруської державності. Він був відкритий у будівлі колишнього Дворянського збору в 1919 році (будівля на перехресті сучасних вулиць Маркса та Енгельса до нашого часу не збереглася). Основою музейного фонду нової установи стали конфісковані більшовицькою владою речі заможних громадян та власників шляхетських маєтків.
Після польсько-радянської війни 1919-21 рр. невелика колекція музею (1 тис. витворів мистецтва, 2 тис. одиниць нумізматики) опинилася у жахливому стані. Однак з початком політики білорусизації музейній справі почало приділятися багато уваги: у Радянській Соціалістичній Республіці Білорусь (РСРБ) було вирішено створити централізовану мережу музеїв на чолі з Мінським обласним музеєм. На той час установа вже розміщувалась в будівлі архієрейського дому (нині — частина архітектурного комплексу Окружного Будинку офіцерів).
У 1921-22 рр. працівники музею проводили інтенсивну роботу зі збору та інвентаризації колекцій. Серед найзначніших надходжень того часу варто зазначити колекцію тканин та одягу, яку зібрала експедиція Наркомосвіти в Слуцькому повіті. Колекцію музею збагатили рукописні книги, нумізматична колекція та культові речі колишнього Мінського церковно-археологічного музею, повернуті з Рязані, де знаходився музей під час евакуації. Мінське товариство історії та старовини передало до музею матеріали археологічних розкопок у Заславлі та рештки колекцій колишнього Мінського міського музею.
На наповнення музейного фонду звернув увагу державний уряд: Центральний Виконавчий Комітет (ЦВК) пожертвував колекцію старовинних монет, Рада Народних Комісарів (РНК) — колекцію акварелей ХІХ ст., наркомат землеробства — картини та старовинну зброю. Головний музейний фонд РСФРР передав невелику колекцію порцеляни та предметів образотворчого мистецтва. Низку коштовностей передали до музею приватні особи: так, один з найкоштовніших подарунків зробив співробітник Центрархіву БРСР І. Барашко. Це були предмети з мінської виставки 1918 року, організованої І. Луцкевичем та А. Іпелем.
Фонди та експозиція музею ще перебували у стані формування, коли 19 листопада 1922 року в ньому відбулася перша учнівська екскурсія.

### Білоруський державний музей— центральна музейна установа Білорусі (1923—1929)
У 1923 році музей отримав назву Білоруського державного і згідно з власним Положенням став «центральною установою для зберігання предметів та колекцій мистецького, історико-археологічного та етнографічного характеру, які мають загальнореспубліканське та загальнонаукове значення». В перший рік свого існування Білоруський державний музей (далі БДМ) було відкрито для відвідувачів щонеділі з 12 до 15 години (раз на місяць музей працював з 14 до 19 години, щоб експозиції могли оглянути й співробітники музею); екскурсії проводилися за попереднім записом, а вхід був платним.
У складі музею було створено наступні відділи:
- археологічний;
- давньобілоруських військ;
- єврейський;
- нумізматичний;
- палеографічний;
- «старий Мінськ»;
- художній;
- релігійний;
- етнографічний.

Також при музеї було створено бібліотеку.
У 1924 році до структури Білоруського державного музею було долучено філіали, а саме: Державний історичний музей пролетарської культури в Могильові та Губернський історико-археологічний музей у Вітебську (з 1926 року ще і Гомельський державний культурно-історичний музей).
Наступні роки були періодом активного збору музейних предметів. До Мінська було перевезено колекції музею колишньої Мстиславльської духовної семінарії, колишнього музею у Гори-Горках та найбільш коштовні предмети зі Слуцького краєзнавчого музею. Бобруйське краєзнавче товариство передало до Мінська 537 срібних монет 1612-50 рр. У 1926 році з Вітебського музею до БДМ передано пам'ятки єврейської культури з колишньої приватної колекції А. Бродовського.
Окрім цього, колекції поповнювалися за рахунок пожертв громадян та планових експедицій. Наприклад, влітку 1926 року археологічний відділ музею проводив розкопки Банцаравщинського городища, досліджував кургани біля Логойська та стоянку кам'яного віку в Кострині біля Пуховичів. Етнографічний відділ провів дві експедиції на Мозирщину та Борисовщину. Єврейський відділ музею проводив експедицію зі збору музейних предметів у Калінінському окрузі (адміністративно-територіальна одиниця з центром у місті Климовичі).
Керівництво музею намагалося повернути до Білорусі цінні пам'ятки білоруської культури, які були вивезені до Росії наприкінці XVIII — початку ХХ ст., але повернути вдалось небагато: шрифт та оснащення старовинної єврейської друкарні, старовинне видання Тори, ханукальну лампаду любавицького рабина Шеерсона, срібні прикраси для Тори, срібний хрест XVII ст. із Заславльської церкви та два слуцькі пояси. Прохання про повернення інших пам'яток білоруського походження Раднарком СРСР відхилив. Замість цього за 1926-27 рр. з Росії до музейного фонду БДМ було передано близько 70 картин російських митців (І. Айвазовського, І. Рєпіна, К. Маковського, Г. Семирадського, В. Сєрова тощо), близько 600 старовинних монет, більше 40 старовинних предметів з порцеляни та кришталю, 40 гравюр, скульптури М. Антокольського, 5 ікон та 40 книг з історії мистецтва. Процес реституції музейних предметів з РСФРР на цьому закінчився.
10 жовтня 1926 року в Білоруському державному музеї відкрилася нова експозиція, створена за систематичною та поколекційною формою представлення предметів. Значну частину музейного простору займала мистецька експозиція: три кімнати було віддано під твори російських митців XIX — початку XX ст., одна — під виставку «Старовинний білоруський портрет». У приміщенні колишньої домашньої архієрейської церкви знаходилась етнографічна експозиція. Окрім цього в новій експозиції були представлені археологічна та єврейська колекції. Проводилися й тимчасові виставки, серед яких варто зазначити проведену у 1927 році виставку слуцьких поясів.
Незважаючи на обмежений за часом доступ відвідувачів до музею, його популярність росла. Так, якщо у 1924/25 академічному році його відвідало 11 696 осіб, то у 1926/27 — 16 671. У 1926/27 році штат музею складався з 12 осіб: директора, його намісника, трьох наукових співробітників та семи технічних робітників. Музейний фонд складався з більш ніж 30 тис. одиниць зберігання.
В травні 1927 року на посаду директора музею було призначено білоруського громадсько-політичного діяча, історика, етнографа, філолога та колекціонера Вацлава Ластовського, який водночас з цим був завідувачем кафедри етнографії Інституту білоруської культури (Інстбілкульту). Передусім новий директор домігся передачі до БДМ національної святині — Хреста Євфросинії Полоцької. Музейна колекція також поповнилася предметами з етнографічних експедицій по Случчині, Мозирщині, Турівщині та Мстиславльщині; збільшилась кількість пожертв від приватних осіб.: наприклад, Янка Купала в січні 1928 року передав музею срібний хрестик, кришталевий посуд та залізний старовинний замок, а етнограф А. Сержпутовський — близько 50 предметів побуту, зібраних ним улітку 1924 року в Оршанському окрузі. Станом на 1928 рік у фондах музею знаходилося близько 60 тис. одиниць зберігання. Особлива увага приділялася унікальній колекції білоруської іконописної школи (найстарішою була ікона Іллі преподобного, датована 1447 роком), експонувати яку через атеїстичну політику держави не було можливим.
На межі 1920-30-х рр. відбулися кардинальні зміни в організації музейної справи БРСР. У серпні 1928 року регіональні філіали музею стали самостійними господарчими одиницями, а у 1929 році комісія Наркомосвіти різко розкритикувала керівництво Білдержмузею за експонування портретів мінських воєвод, єврейських культових предметів, придбання предметів релігійного характеру та відсутність комуністичної пропаганди. Колишнього керівника музею, В. Ластовського, у 1930 році було арештовано, а у 1937 — розстріляно.

### Мінський соціально-історичний музей (1930—1941)
У 1930-х рр. для Білджермузею настали найкращі часи. Перша за все його було перейменовано на Мінський соціально-історичний музей, виселено з будівлі архієрейської садиби (вул. Червоноармійська, 3) та перенесено до чотирьох приміщень Будинку селянина (у теперішній будівлі керівництва Білоруського республіканського союзу молоді музей лишався до 1944 року).
Навіть призначення у лютому 1931 року на посаду директора видатного діяча білоруського національного руху Семена Рак-Михайловського не вплинуло не подальшу діяльність музею. Невдовзі під його керівництвом розгорнулася нова експозиція, в основу якої було покладено марксистську систему зміни соціально-економічних формацій. Всі матеріали були поділені згідно з марксистською періодизацією: історія первісної громади, феодалізм, капіталізм, диктатура пролетаріату та соціалістична розбудова (причому наголошувався останній період). У цей час музей був фактично позбавлений статусу наукової установи та став виконувати культурно-просвітницьку функцію.
Лояльність до більшовистської влади С. Рак-Михайловського та його наступника Семена Якубчика на посаді директора соціально-історичного музею не врятувала їх від смертної кари: перший був розстріляний у 1937, а другий — у 1938 році.

### Історичний музей у роки війни (1941—1945)
Перед наступом німецьких військ історичний музей не встигли евакуювати, тому в роки Великої Вітчизняної війни він розділив трагічну долю білоруського народу. Незважаючи на те, що коштовні музейні предмети знаходилися в складському приміщенні (постійна експозиція соціально-історичного музею розповідала про досягнення соціалістичної розбудови в БРСР та складалася переважно з копій), вже у перші місяці окупації його було розкрадено. Більшість працівників евакуювалася, тому музей лишився беззахисним перед окупантами. До Німеччини було вивезено 19 старовинних гармат (16 — з несвіжської колекції), а до Віденського інституту гебраїстики передали картини, книги, рукописи та предмети релігійного культу, пов'язані з єврейською культурою Білорусі (в тому числі картину Є. Пена «Годинникар», портрет Ф. Скорини роботи Я. Кругера, гравюри С. Юдовіна тощо).
Наприкінці серпня 1941 року керівником музею було призначено А. Шукелойця, майстром-реставратором став Г. Вієр. За роки війни у музеї не було створено постійної експозиції, однак проводилися тимчасові виставки, присвячені білоруському іконопису, народному мистецтву та художній літературі. Постійно проводилися реставраційні роботи, зокрема, Г. Вієр відновив білоруську святиню — Мінську ікону Божої Матері.
У червні 1944 року фонди Мінського історичного музею було перевезено у баварський замок Хьохштадт, де були зібрані музейні скарби, вивезені з Білорусі, Росії, України та Польщі. Керівнику музею А. Шукелойцю відмовили у праві нагляду за зберіганням колекцій.
У 1945 році Хьохштадт зайняла американська армія, але невдовзі тут з'явилась радянська делегація, метою якої було повернення до СРСР музейних фондів. В жовтні 1947 року білоруську частину музейної колекції було доставлено до Східного Берліну, де її прийняв уповноважений Ради Міністрів БРСР. Всього було повернено більше 15 тисяч одиниц зберігання, які було розподілено між фондами Білоруського державного музею історії Великої Вітчизняної війни, Гродненського історико-археологічного музею та Академії наук БРСР. Окрім цього з Німеччини вдалося повернути картини з несвіжської колекції, стародруки, образи та багато іншого.

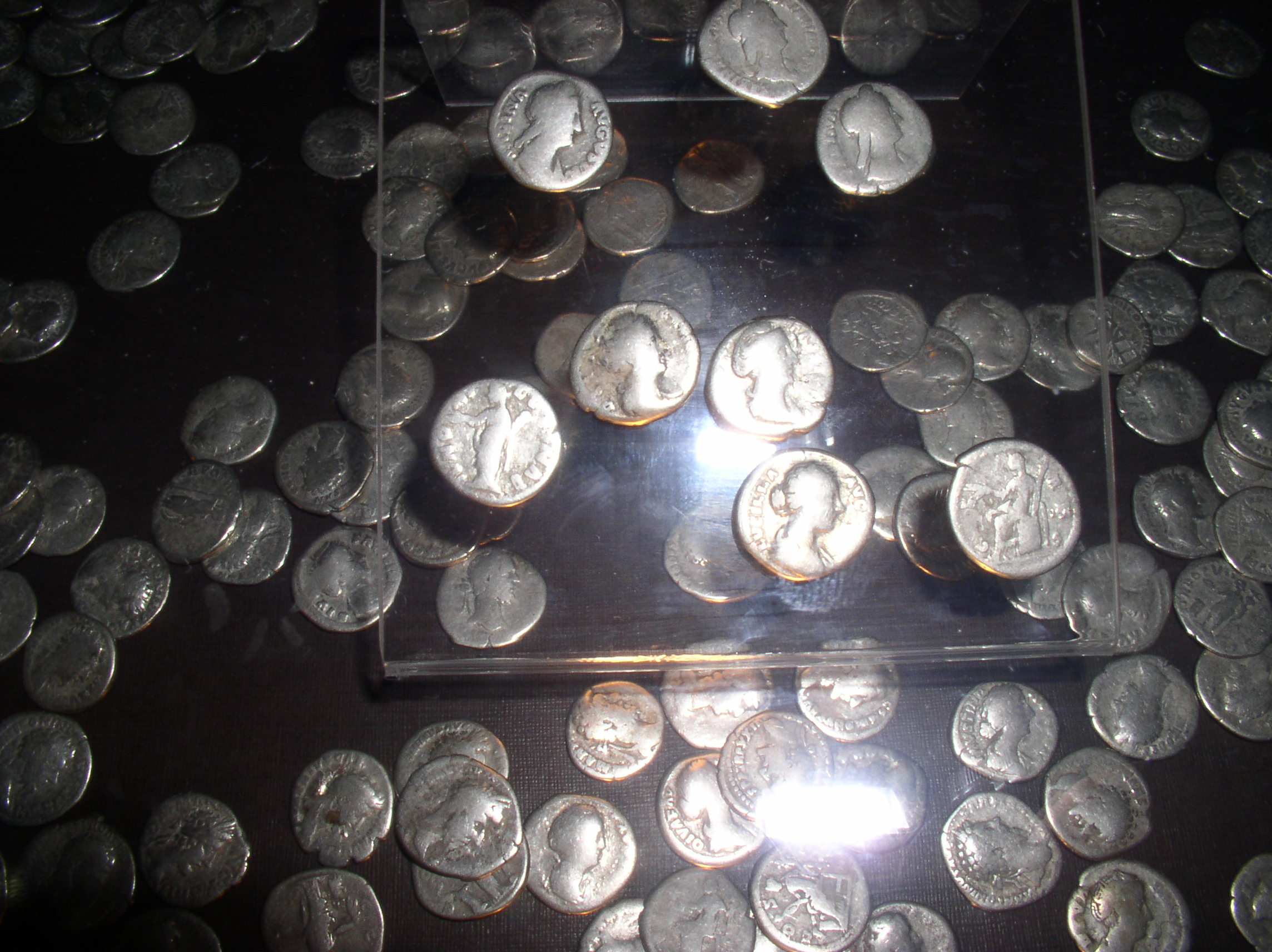
Скарб римських монет І-ІІ ст. н. е. в експозиції музею

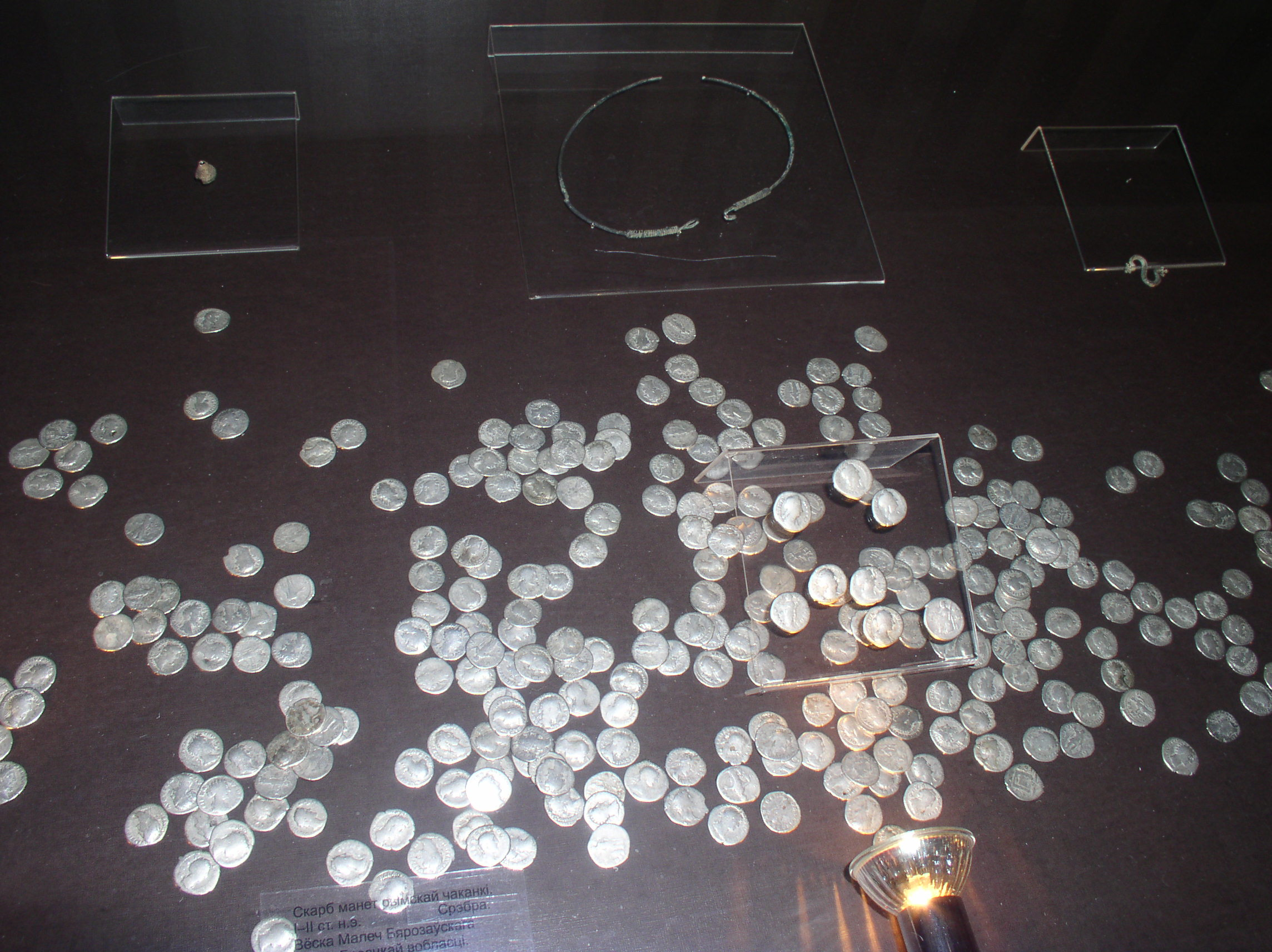
Скарб римських монет І-ІІ ст. н. е. в експозиції музею

### Музей як центр вивчення національної історико-культурної спадщини (1956—1992)
Ще з середини 1940-х рр. існувала думка про необхідність відродження Білоруського державного музею, проте реалізація цього задуму розтягнулась на довгі роки. Спочатку експонати для нового музею збирали співробітники Білдержмузею історії Великої Вітчизняної війни. Основу початкового фонду майбутнього музею у 1950-х рр. складали предмети, що лишилися від довоєнного Білоруського державного музею (мапи, музичні інструменти, хоругви) та Білоруського музею ім. І. Луцкевича у Вільнюсі. На даний момент у фондах Національного історичного музею міститься більше 1 500 одиниць музейних предметів з Вільнюського музею; це — документи, поштові листівки, витвори графічного, скульптурного мистецтв та живопису, а також штампи та печатки білоруських установ та організацій першої чверті ХХ століття.
Збиральницька діяльність активізувалася після створення Організаційної групи з організації Білоруського державного історико-краєзнавчого музею 15 грудня 1956 року. В межах цієї Орггрупи було створено особливі відділи, які протягом перших п'яти років своєї діяльності зосередилися на комплектуванні колекцій. Таким чином, у другій половині 1950-х рр. працівники відділу первинно-общинного ладу разом із сектором археології Інституту історії АН БРСР провели розкопки ряду палеолітичних стоянок на території Білорусь, а відділ феодалізму брав участь в розкопках старовинних Друцька та Полоцька. Співробітники відділу капіталізму відвудували квартири старих мінчан, завдяки чому музей отримав серед іншого печатку мінської міської ради, шинель залізничника початку ХХ століття, костюм містянки кінця ХІХ століття, гімназичні підручники та комплекти дореволюційної періодики.
До фондів майбутнього музею також передавалися речі із зачинених церков та знайдені на територіях республіки скарби. Так, у 1957 році сюди було доправлено скарб з с. Сухари (монети Пруссії та Речі Посполитої другої половини XVII ст.) та Дегтянський скарб чеських монет середини ХІ століття. На даний момент у фондах Національного історичного музею знаходиться 117 монетних та монетно-речових скарбів — це найбільша та найзначиміша колекція в Білорусі.
Допомогу у створенні Держмузею БРСР надали установи культури Радянського Союзу. Центральний історичний військово-морський музей передав холодну та вогнепальну зброю середини ХІХ століття, Військово-історичний музей артилерії, інженерних військ і військ зв'язку — російську та французьку зброю періоду наполеонівських війн, кілька плакатів та лубків періоду Першої та Другої Світових воєн, Державний російський музей у Санкт-Петербурзі — етнографічні матеріали середини ХІХ століття, зібрані в Мінській губернії, а Чернігівський державний історичний музей передав слуцький пояс другої половини XVIII століття.
Згодом наприкінці перших п'яти років роботи Білоруського державного історико-краєзнавчого музею було сформовано необхідну для створення повноцінної експозиції фондову колекцію. Станом на 1 січня 1961 року загальна кількість складала 38 тисяч одиниць.
Починаючи з 1962 року головна увага Орггрупи приділялася підготовці експозиції: складалися тематично-експозиційні плани, створювалися мапи, схеми, таблиці, діорами, писалися наукові довідки. Врешті-решт 7 листопада 1964 року ЦК КПБ ухвалив постанову про відкриття у Мінську Державного музею БРСР. На той час у його фондах вже налічувалося 108 тисяч одиниць зберігання.
12 листопада того ж року керівник Орггрупи Станіслав Сапешко урочисто отримав ключі від нової будівлі на проспекті Леніна, 25а (колишня будівля Музею історії Великої Вітчизняної війни), після чого у ній почався монтаж експозиції. Невдовзі в новій будівлі було розгорнуто ювілейну виставку «900 років Мінську» та завершувалися монтажні роботи у відділі природи, але в листопаді 1965 році постановою ЦК КПБ їх було припинено, а всі експонати було перевезено до дореволюційної будівлі колишнього банку по вулиці Карла Маркса, 12, яку займав Білдержмузей історії Великої Вітчизняної війни; останній зайняв нову будівлю Державного музею БРСР. Через це нову історичну експозицію довелось монтувати на площі у три рази меншій за попередню, а відділ природи розмістився в підвальному приміщенні.
Офіційне відкриття музею відбулося 2 листопада 1967 року. Його експозиція розміщувалась у 18 залах та знайомила відвідувачів з природою країни та історією білоруського народу зі стародавніх часів. Більша частина загальної площі Держмузею БРСР була віддана висвітленню подій історії Білорусі в радянський час. Поміж інших предметів в експозиції було представлено первісні кістяні вироби, скульптурні зображення тварин, фібули, твори середньовічного ремесла, прикраси з кісток, скла та бурштину, дерев'яні скульптури, слуцькі пояси, поліхромні кахлі, урецьке скло, стародруки та рукописи XVI—XVIII століть, багатий етнографічний матеріал XVIII—XX століть, особисті речі білоруських громадських та політичних діячів, військових, письменників. Експозиція музею з того часу частково змінювалась тричі: у 1977, 1982 та 1993 рр. відповідно до поповнень фондових колекцій та зміни громадсько-політичного устрою.
За 1970-ті рр. музей перетворився на найзначиміший в республіці науково-методичний центр музейної, історико-краєзнавчої та реставраційної роботи. У 1967 році тут було створено науково-методичний відділ, до обов'язків якого входило проведення систематичних занять з музейними робітниками республіки, аналіз роботи районних краєзнавчих музеїв та складання методичних посібників. У музеї діяли реставраційна майстерня та рада з питань реставрації та консервації.
Також поширилася популярність музею серед відвідувачів. Наприклад, за 1978 рік музей відвідали більше ніж 310 тисяч осіб; 80 % відвідувачів музею оглядали його експозицію за допомогою екскурсоводів, які пропонували загальну та 26 тематичних екскурсій. Окрім екскурсійного обслуговування використовувалися такі форми масової роботи, як лекції, уроки, тематичні вечори, Дні професій, зустрічі з ветеранами війни, праці, діячами культури, а також комсомольські збори, піонерські лінійки, працювали клуби «Юний історик» та «Майбутній військовослужбовець».
З 1978 до 1988 рр. Державний музей БРСР мав філіал у Заславлі — Музей ремесел та народних промислів, який розміщувався у Спасо-Преображенській церкві. До складу його експозиції входило близько 900 предметів, у тому числі царські ворота XVIII століття з Давид-Городоцької Георгіївської церкви, ювелірні вироби Х–ХІІІ ст., вироби білоруських золотарів (потир XVI століття, напрестольний хрест 1625 року), кахлі XVI—XVII ст. із Заславля, скульптурні зображення святих з Вітебської та Гродненської областей, слуцькі пояси другої половини XVIII — початку XX ст., неглюбські та мотальські рушники.
|  |  |  |  |

## Сучасний стан

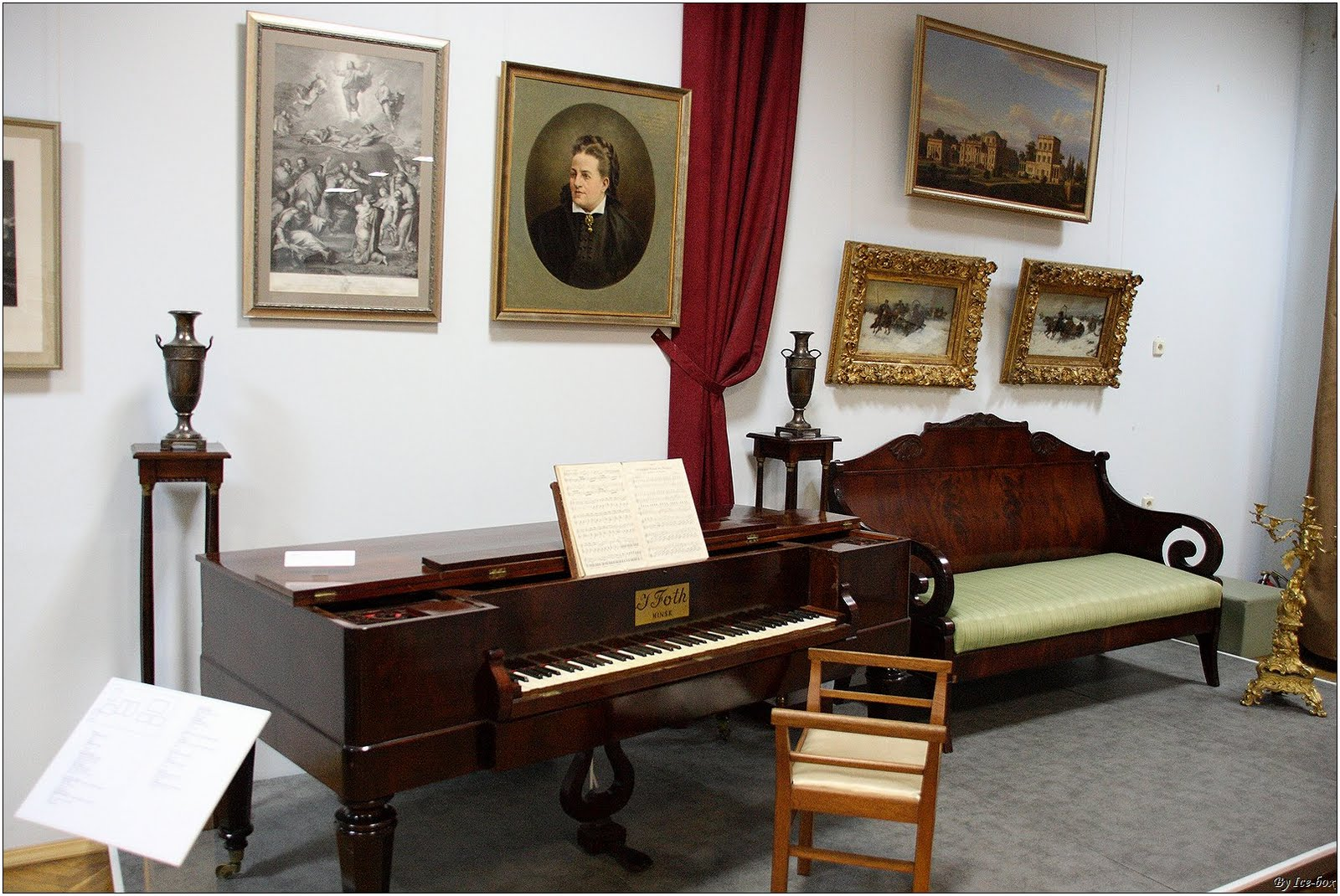
Старий міський побут (ХІХ — початок ХХ ст.)

Після проголошення незалежності Республіки Білорусь музей двічі змінював свою назву: з 17 грудня 1992 року він називався Національним музеєм історії та культури Білорусі, а з 15 вересня 2009 — Національним історичним музеєм Республіки Білорусь.
У 1992 році музей планував провести повну реекспозицію. Вперше були плани позбавити політизації постійну експозицію та упорядкувати її згідно з білоруськими національними акцентами, однак через нестачу в фінансуванні цей задум не було реалізовано.
У 2008 році Міністерство культури Республіки Білорусь та Президіум Національної академії наук Білорусі затвердили наукову концепцію нової стаціонарної експозиції Національного історичного музею, розроблену співробітниками музею та вченими Інституту історії НАНБ. В 2012 році завершено роботу над тематико-експозиційним планом.
Щорічно фонд музею збільшується приблизно на 2-3 тис. одиниць зберігання. На даний момент кількість одиниць досягла 400 тис. Через це в останній час з'явилася проблема переповнення підвальних приміщень будівлі музею, призначених для зберігання експонатів. Окрім цього, обмеження експозиційної площі не дозволяють розробляти нові експозиції із залученням численних незатребуваних експонатів з музейних фондів.
У музеї на постійній основі працюють 10 експозиційних та виставкових зал. Вже декілька років відкрито експозиції «Стародавня Білорусь» (первісна епоха та Середньовіччя; у її межах експонуються знаряддя полювання, рибальства і землеробства та побутові й ритуальні предмети), «Стародавня геральдика Білорусі», «З історії зброї», «Старий міський побут (ХІХ — початок ХХ ст.)».
Музейні предмети розподілено по окремих колекціях, серед яких:
- археологічна — найбільша у Білорусі;
- етнографічна;
- нумізматична;
- зброї;
- порцеляни та скла;
- стародруків та рукописів;
- плакатів;
- дорогоцінних металів та каменів;
- скарбів;
- документів;
- іконопису;
- кераміки;
- сфрагістична;
- народного мистецтва;
- образотворчого мистецтва;
- національного костюму, у якій представлено повсякденні та святкові варіанти костюмів різних соціальних груп населення;
- фотодокументальних джерел тощо.

Низку музейних предметів занесено до Державного списку історико-культурних цінностей з наданням 1-ї або 2-ї категорій цінності: скарб монет римської чеканки І-ІІ ст. н. е., унікальна пам'ятка торевтики першої третини XV століття — «пояс Вітовта», царські ворота з іконостасу Георгіївської церкви Давид-Городка XVIII століття та портрет Йозефа Прозора роботи невідомого митця другої половини XVIII століття.
Окрім цього у фондах музею зберігаються унікальні колекції скарбів з різних куточків Білорусі, коштовного порцелянового посуду з Італії, Німеччини, Росії, слуцьких поясів, цінних документів, стародруків, годинників, зброї, національних костюмів, меблів, живопису та іконопису.
У 2010/11 році було отримано унікальну колекцію натільних язичницьких амулетів та православних хрестів-енкальпіонів XIII—XVIII ст., книга Казимира Семеновича «Високе мистецтво артилерії», карта Великого князівства Литовського 1613—1630 рр., стародруки з колишньої бібліотеки Будславського монастиря. У 2014 році фонди музею поповнилися кадилом ХІІ століття із зображенням Христа, мапою «Lithuania» з атласа першої половини XVII століття Г. Меркатора та Й. Хондиюса та поясом слуцького типу з Кракова. Багато з них придбано за фінансової підтримки музею.
Важливим напрямом діяльності музею є виставкові проекти. Багато з них стають важливою культурною подією не лише для Мінська, а й для усієї Білорусі загалом. Серед міжнародних проектів останніх років варто зазначити виставки: «Палац великих князів литовських та його відновлення» (2012) з фонду Національного музею Литви, «Цінні мережива» з фонду Державного історичного музею Москви (2012), «Скарби України» (2013) з колекції Національного музею історії України, «Речі між життям та смертю» (2014) з Музею Армії (Стокгольм). Значним спільним проектом є виставка, проведена разом з Російським етнографічним музеєм у Санкт-Петербурзі, — «Біла Русь та її сусіди» (2013). У довгостроковому виставковому проекті Національного історичного музею «Білорусь у Першій Світовій війні» (2014) брали участь одразу декілька музеїв Білорусі та приватних колекціонерів. Його експонування заплановане у всіх великих містах країни. Виставка «Йосип Гашкевич: дипломат, вчений, орієнталіст» (2014) після експонування у Мінську пройшла у Санкт-Петербурзі, Парижі та Хакодате (Японія).
Більшість зазначених вище проектів було реалізовано завдяки фінансовій підтримці партнерів музею. У 2012 році на конкурсі Першого національного форуму «Музеї Білорусі» Національний історичний музей здобув перемогу в номінації «Найкраща партнерська діяльність». У 2014 році музей став лауреатом конкурсу Національного форуму «Музеї Білорусі» у номінаціях «Найкраща організація міжнародної виставки» (за виставковий проект «Біла Русь та її сусіди»), «Найкраща організація виставки з власних фондів» (за виставку «Банк БілВЕБ: Нове життя національних скарбів»).
З 1992 року філіалами музею є Будинок-музей І з'їзду РСДРП, експозиція якого разом з історією з'їзду соціал-демократів презентує історію Мінська на межі ХІХ та ХХ століть. У 2012 філіалом Національного історичного музею став Музей сучасної білоруської державності — один з інформаційних, презентаційних та комунікаційних центрів країни, місцем збору, вивчення, зберігання та презентації матеріалів з історії Республіки Білорусь.
З 2014 року філіалами Національного історичного музею Республіки Білорусь є Музей історії білоруського кіно, Музей історії театральної та музичної культури Білорусі, Музей природи та екології Білорусі.
Щорічно музей відвідує близько 100 тис. відвідувачів.

## Будівлі музею
Наразі музею належать 3 будівлі, які внесені до списку історико-культурних цінностей Республіки Білорусь. Головна будівля по вулиці Карла Маркса, 12, споруджена у 1903-05 рр. Спочатку в ній містилося відділення Державного банку Росії. Після Жовтневої революції тут у різні роки знаходилися ЦК КП(б) та ЦК ЛКСМБ, народний комісаріат фінансів БРСР, редакція часопису «Робітниця та селянка», виконавчий комітет міськради та інші державні установи. Під час реконструкції у 1934 році було добудовано другий поверх. Державний музей БРСР містився у цій будівлі з 1967 року.
Будівлю філії «Будинок-музей І з'їзду РСДРП» побудовано у 1923 році і зруйновано під час Другої Світової війни. У 1948 році її було відновлено за макетом, який знаходився у Музеї революції в Москві.
У 2009 році музею було передано будівлю за адресою вул. Фрунзе, 19, збудовану на початку ХІх століття за проектом губернського архітектора К. Хрщановича. У ній містився шпиталь, потім — штаб тилу Білоруського військового округу, потім — Міністерство оборони Республіки Білорусь. Її було частково реконструйовано за проектом архітектора В. Гусєва.

## Директори музею
- Олег Рижков (2013—2018)
- Павло Сапоцька (з 2018)

## Галерея експонатів

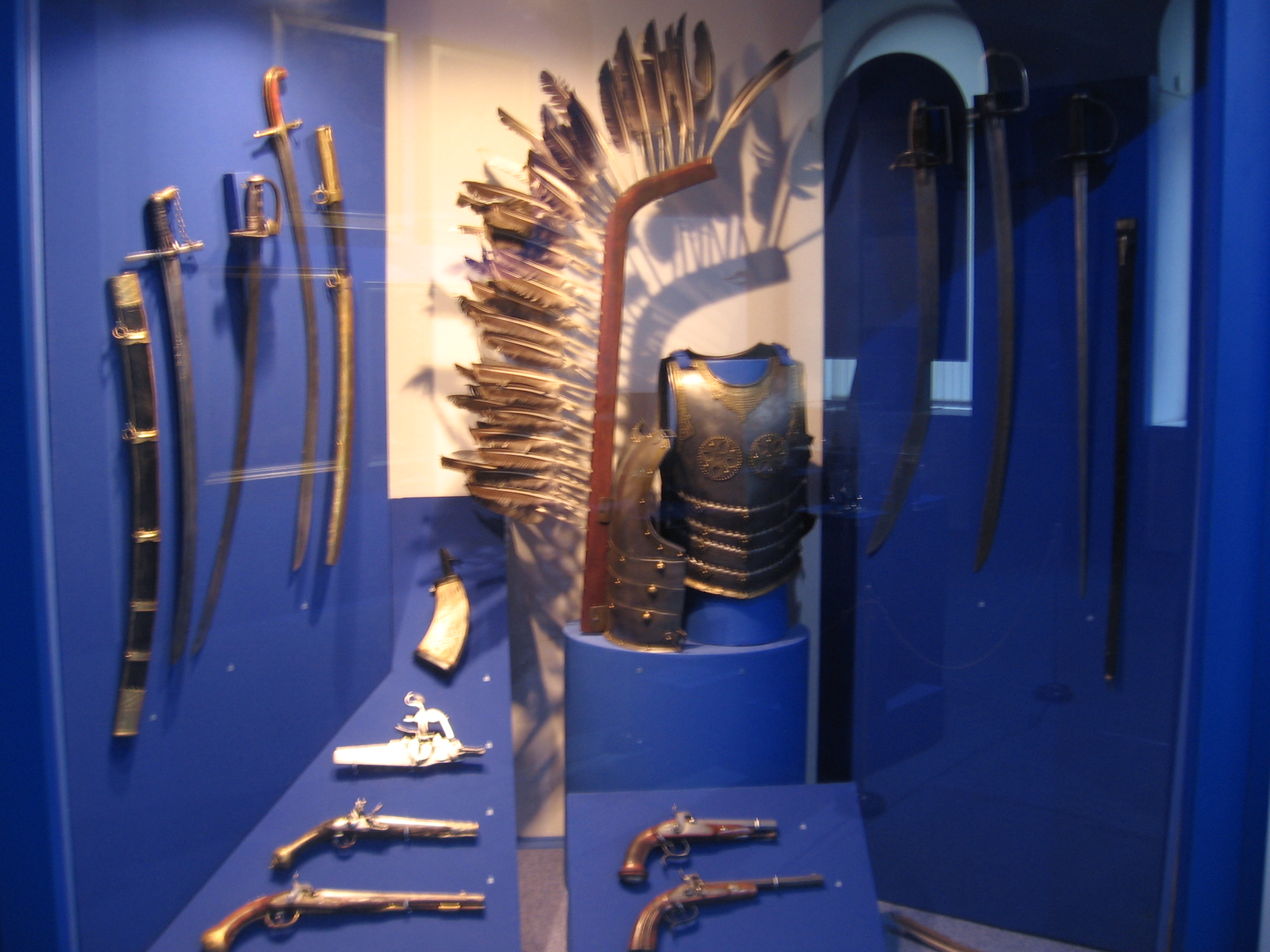
Обладунки та озброєння гусарів Речі Посполитої
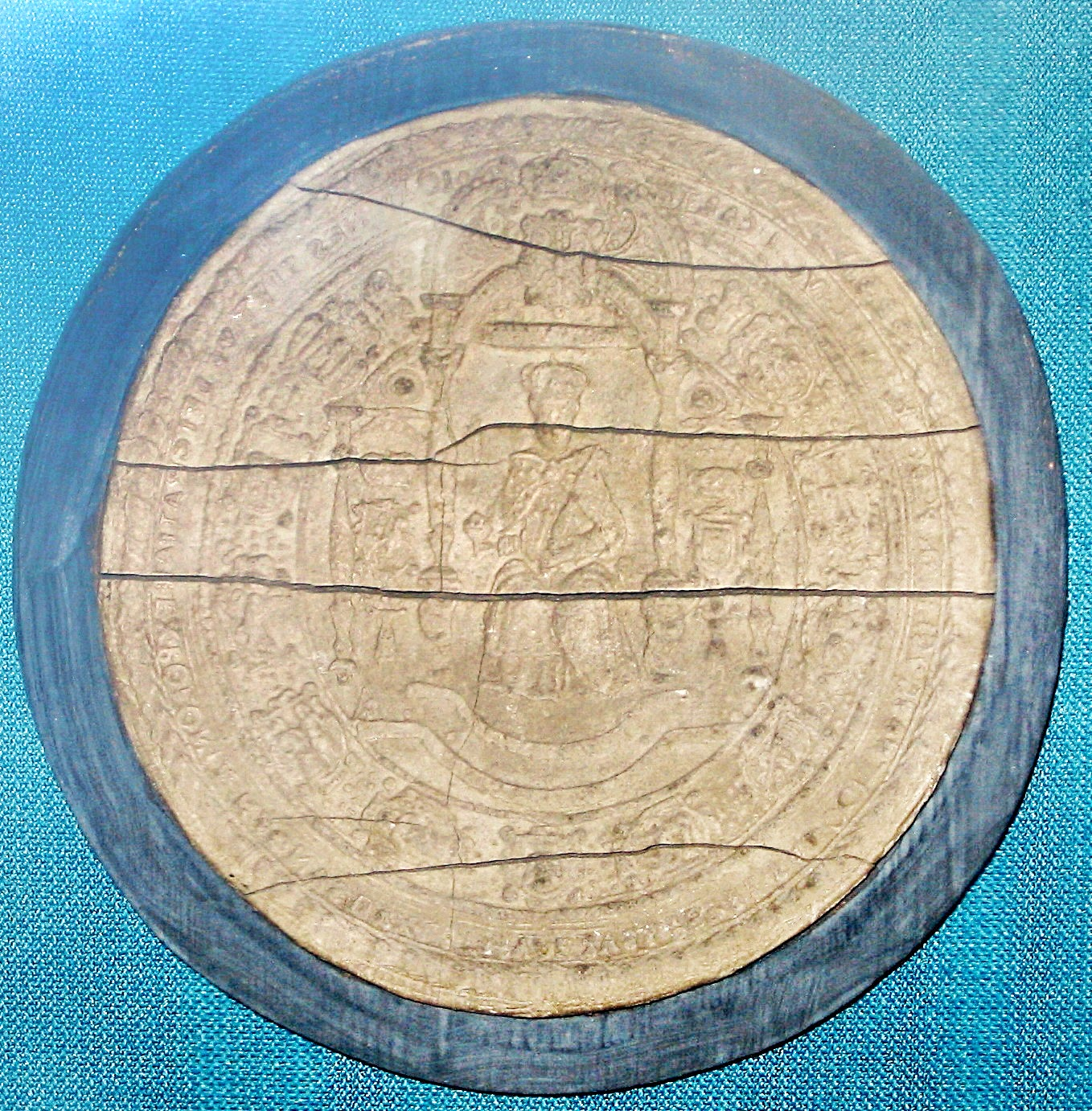
Печатка Яна Собеського
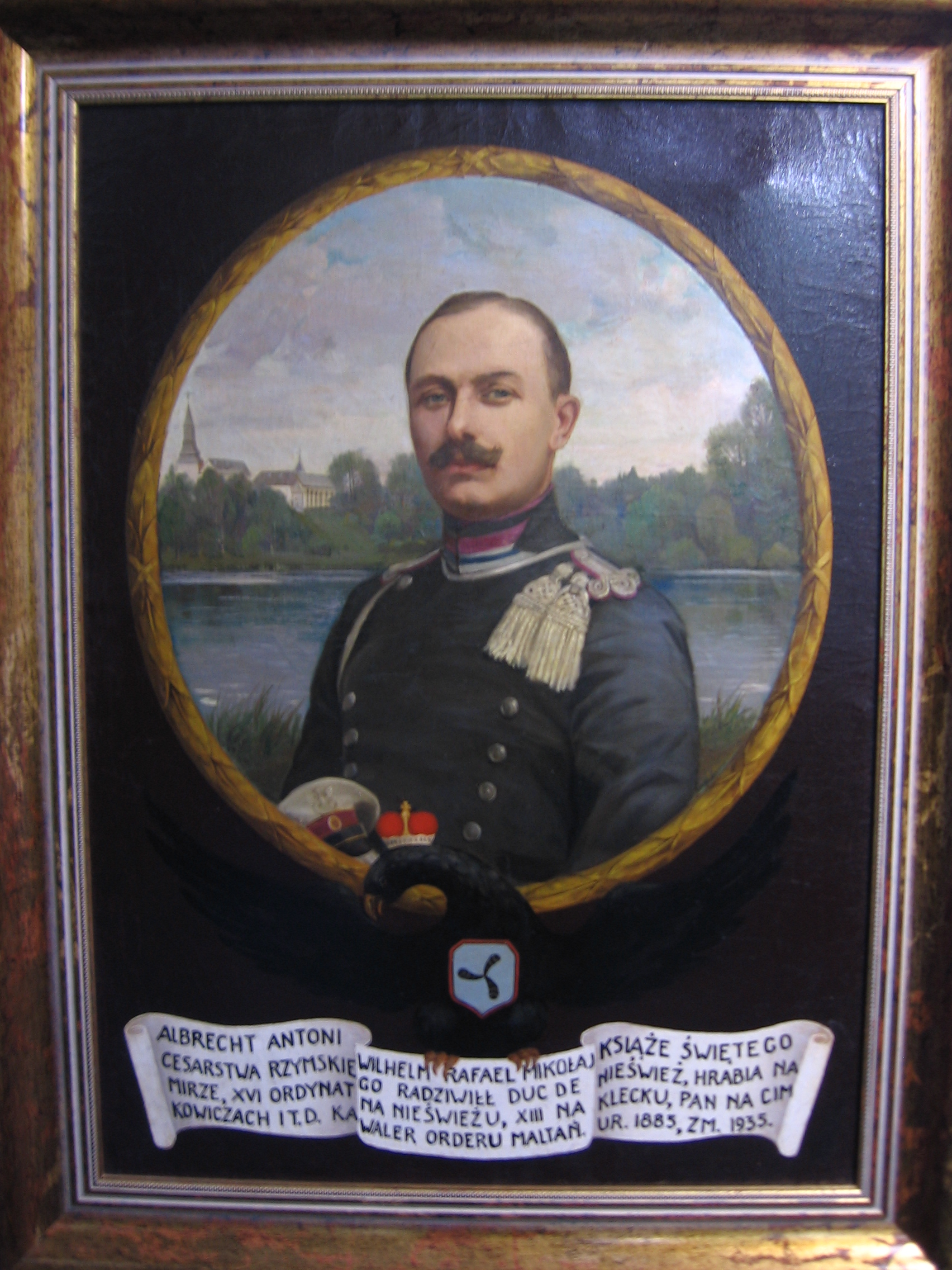
Альбрехт Антоній Радзивілл. Невідомий художник. Перша чверть ХХ ст. Полотно, олія
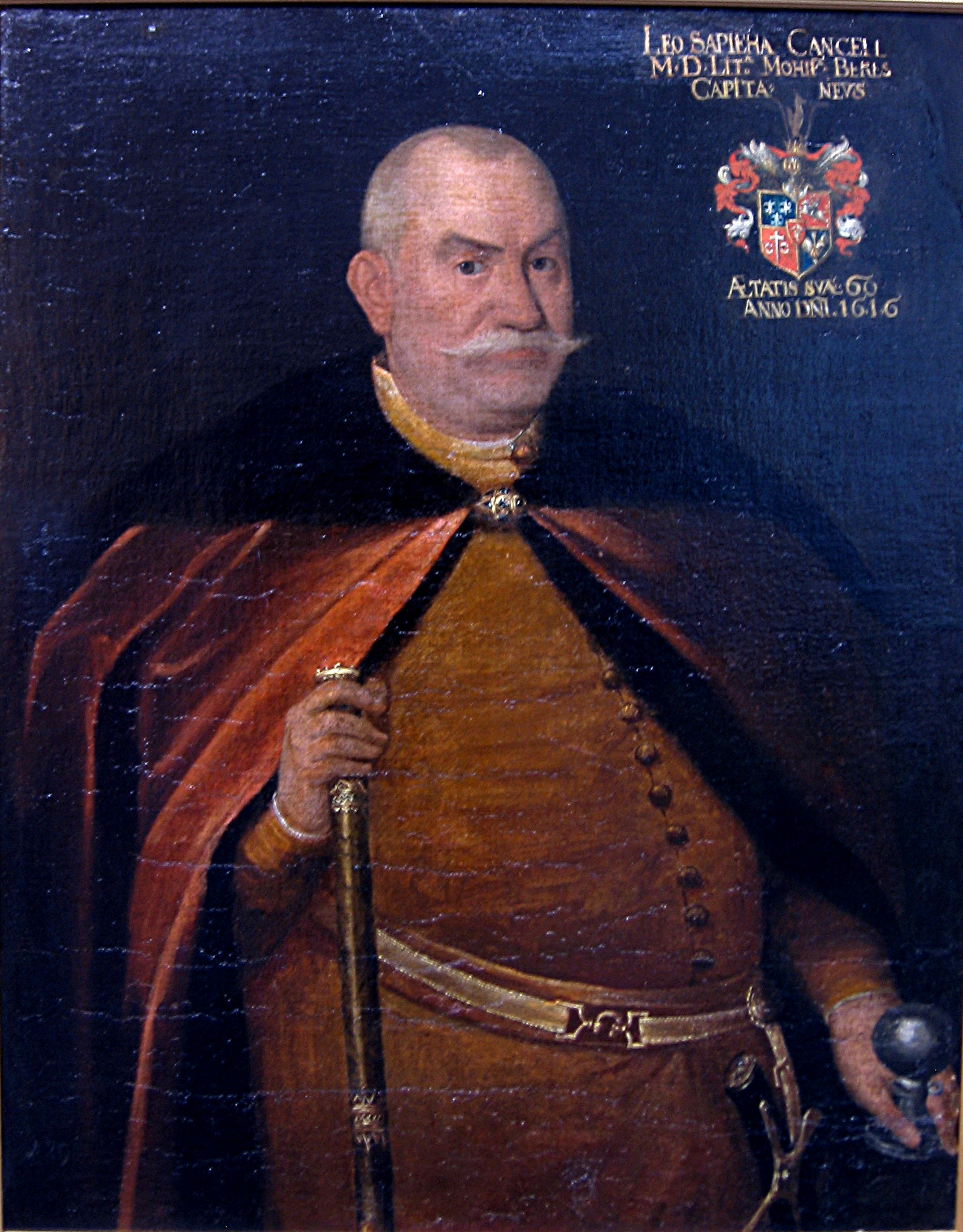
Лев Сапега. Невідомий художник, 1617

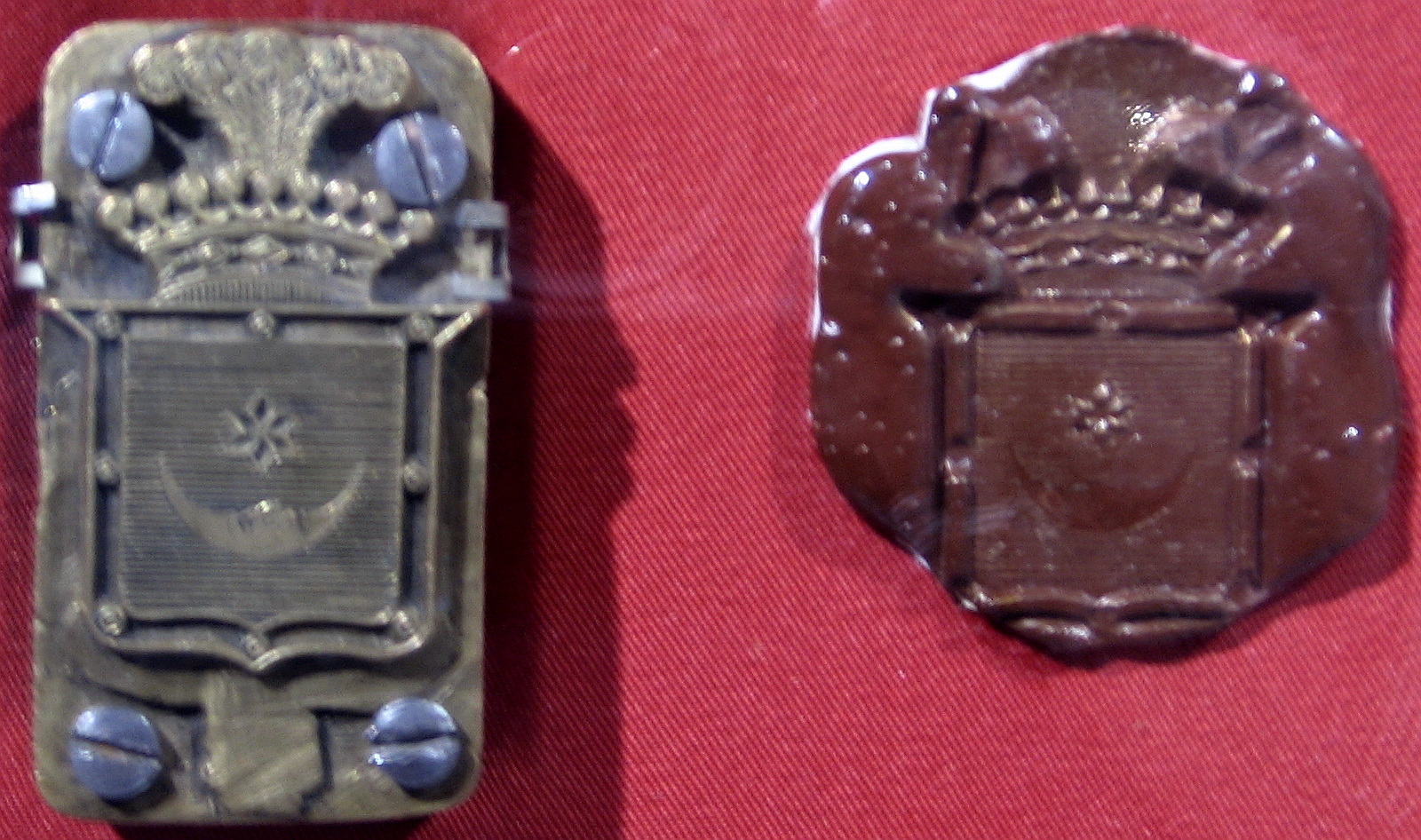
Пам'ятні речі Емерика та Кароля, графів Гутен-Чапських
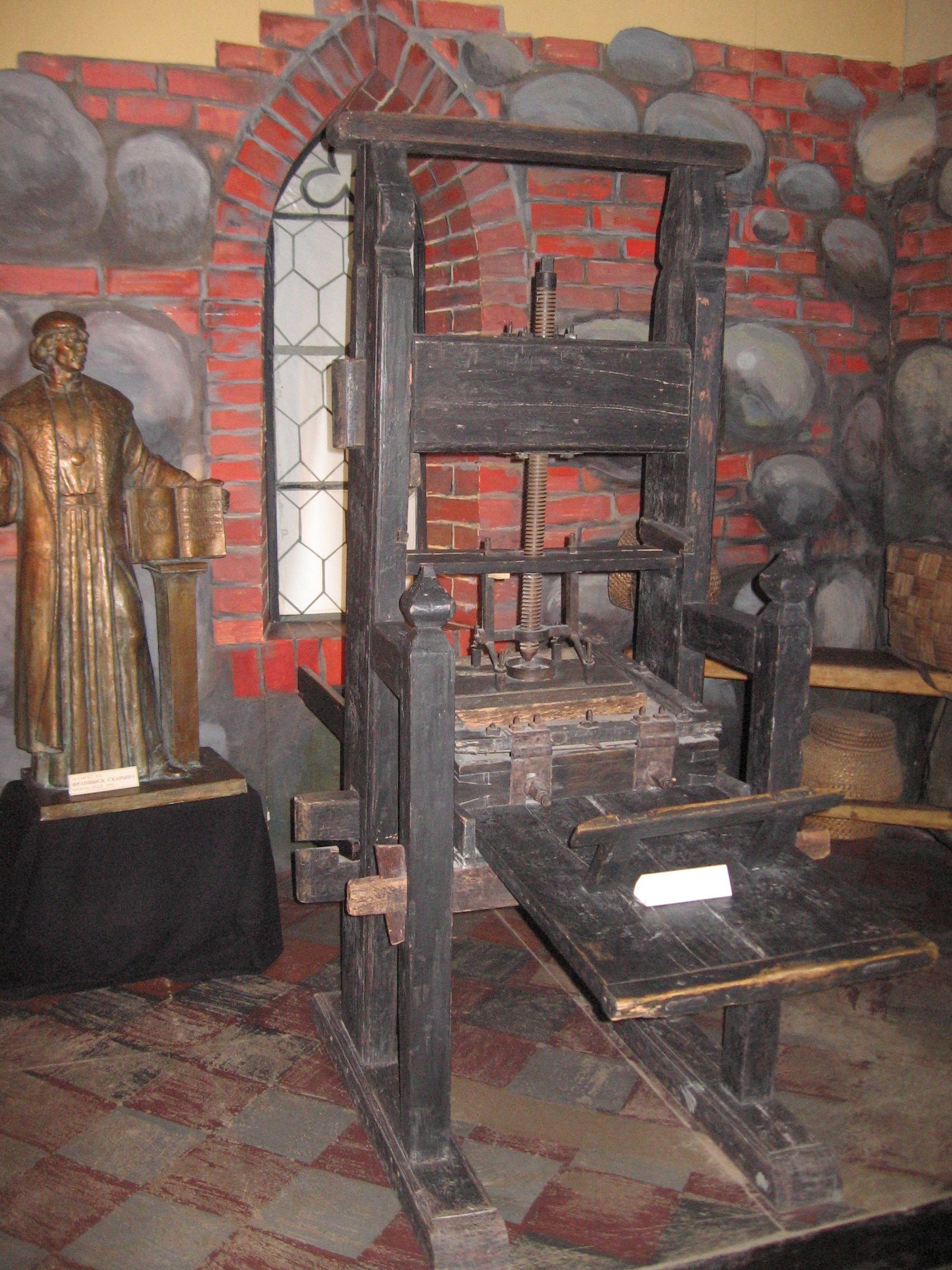
Друкарський верстат Гутенберга, на якому друкував Ф. Скорина
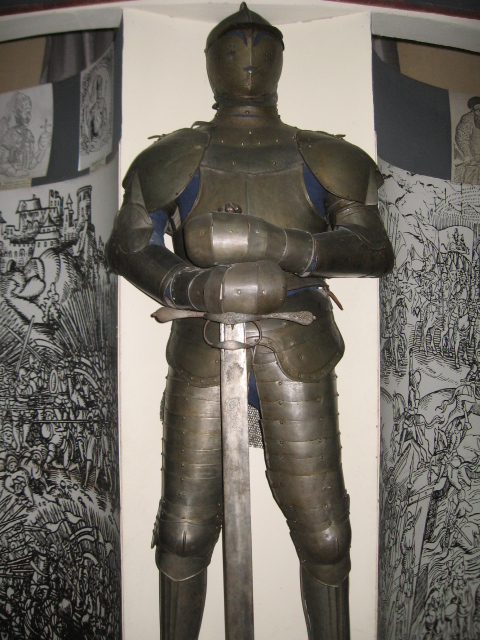
Лицар
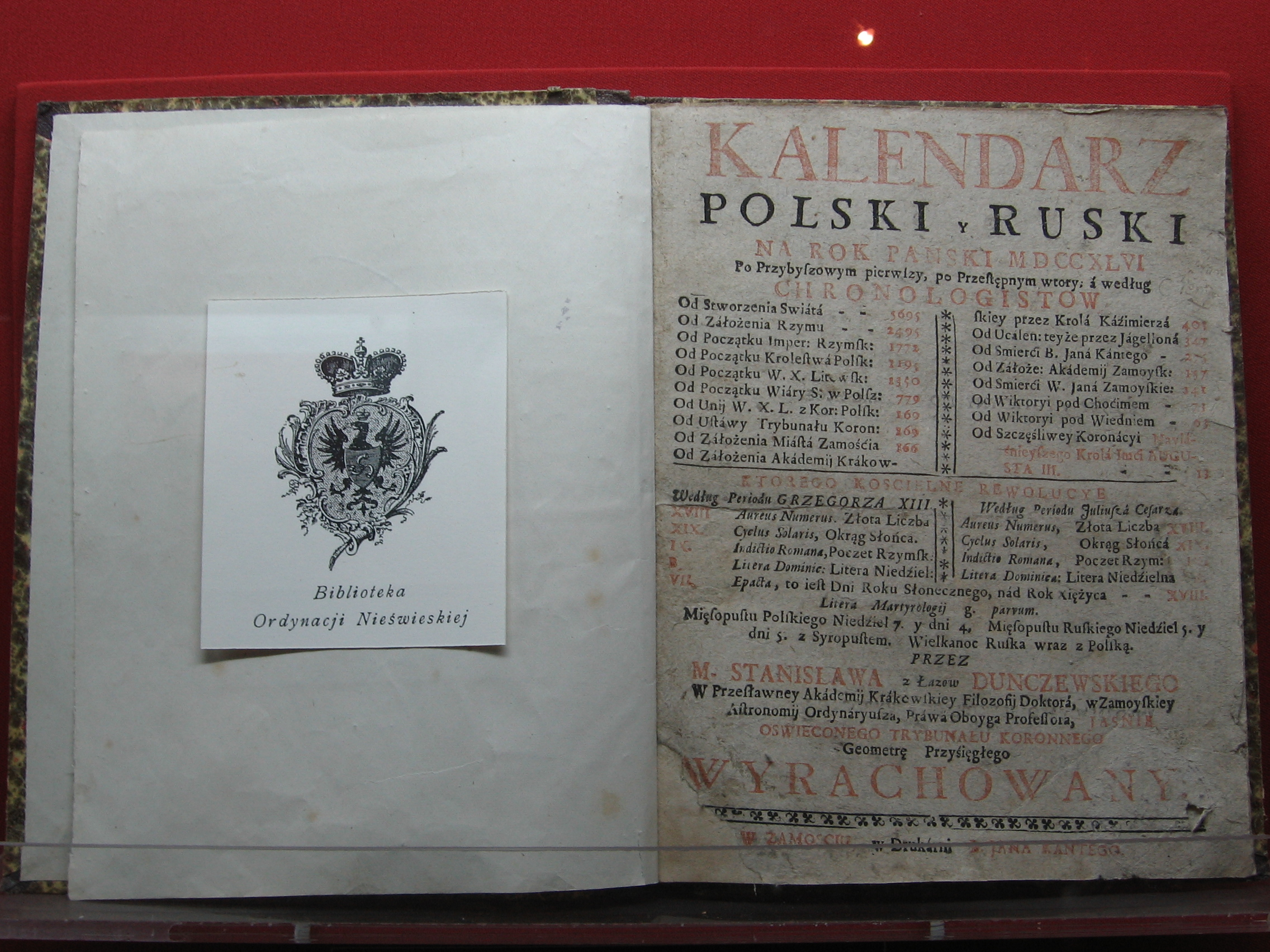
Польсько-російський календар
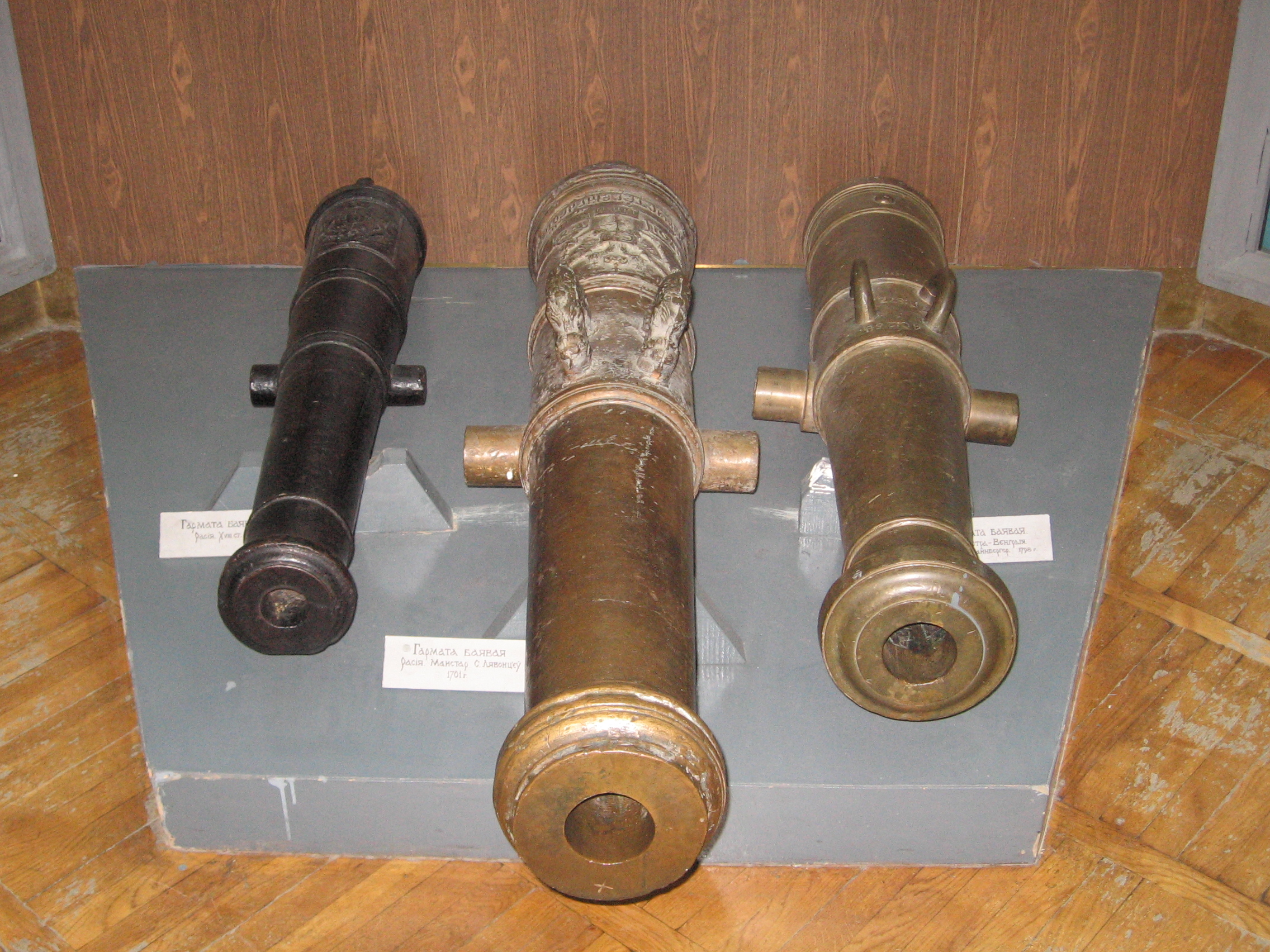
Гармати
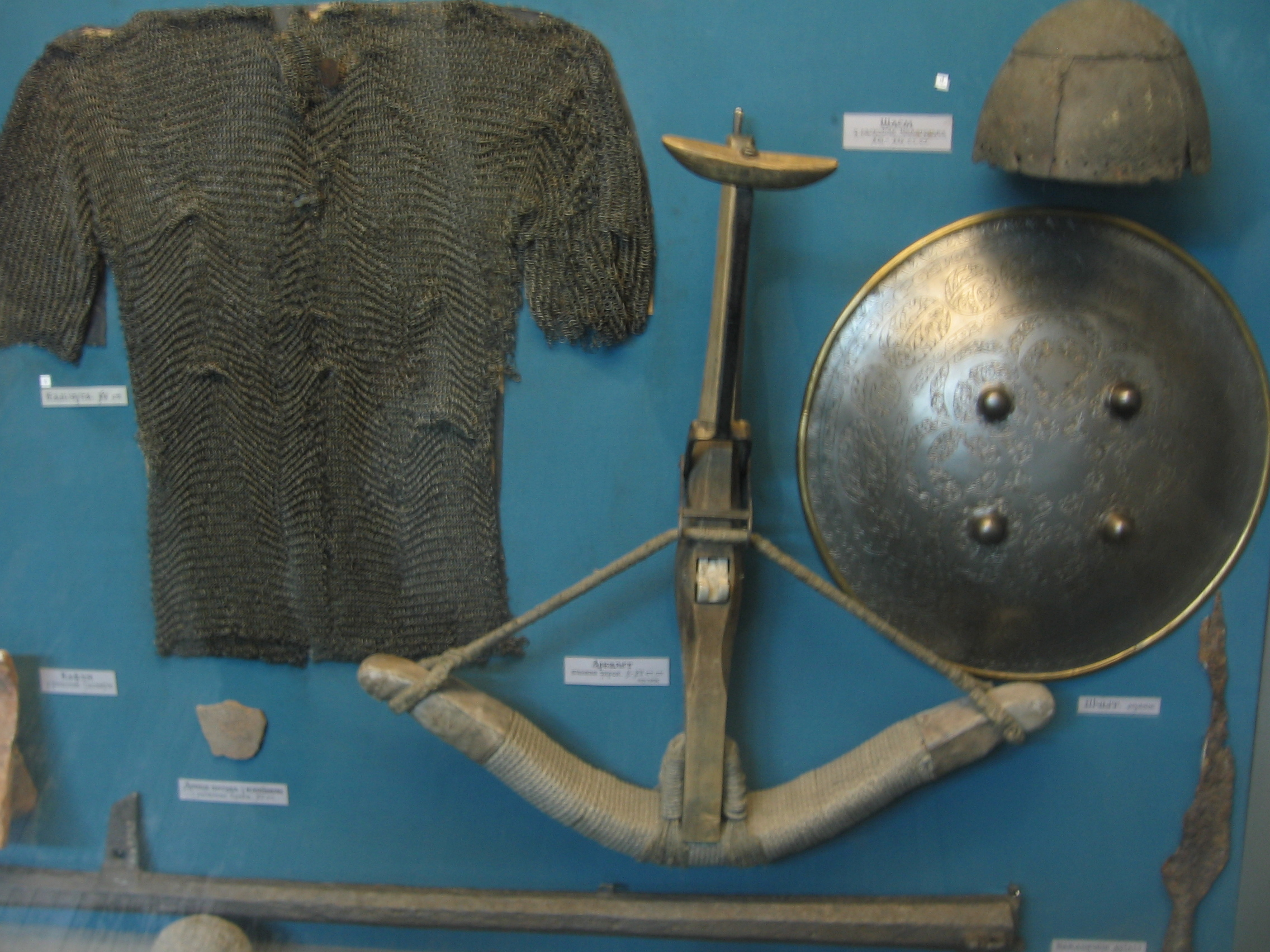
Обладунки